# De whiskymaker
De whiskymaker is het 129ste stripverhaal van Jommeke. De reeks wordt getekend door striptekenaar Jef Nys.

## Verhaal
Het is een strenge winter in West-Europa en het is ijskoud in het kasteel van Mic Mac Jampudding in Schotland. Hij wil echter geen vuur maken om geen houtblokken te verspillen. Zijn huishoudster, Arabella, stelt voor een zaak te beginnen om geld te verdienen. Dat ziet hij wel zitten en hij besluit zijn eigen whisky te gaan maken. In plaats van ze zelf te brouwen neemt hij echter kleine vaatjes bestaande whisky die hij aanlengt met vier grote vaten water en een afkooksel van hooi, schors en mos om de smaak te behouden.
Enkele weken later belt Arabella naar Jommeke met de vraag zo snel mogelijk te komen. Als die met de vliegende bol aankomt blijkt dat Mic Macs snor, waarop hij erg trots was, uitgevallen is. Ze vertellen Jommeke over de manier waarop Mic Macs whisky wordt gemaakt en Flip denkt dat dat weleens de reden zou kunnen zijn voor de haaruitval. Na een korte test drinkt Flip er echter zelf van. Dan vliegt Jommeke weer naar huis om professor Gobelijn te halen. Die kan de whisky onderzoeken. Ondertussen verliest ook Flip zijn pluimen door de whisky en ondertussen komt Mic Macs neef Mac Rum zijn beklag doen. Hij verloor ook zijn snor. Even later komen nog een heel pak mensen om dezelfde reden aankloppen. Mic Mac laat ze allemaal in zijn kasteel logeren tot ze hun haar terug hebben. Zeer tegen zijn zin want dat zal hem immers een pak geld kosten. Maar het is beter dan totaal geruïneerd te worden door een rechtszaak. Professor Gobelijn zoekt intussen naar een snel haargroeimiddel. Mac Rum wil Mic Mac echter geruïneerd zien en hij ontvoert Gobelijn. Na een zoektocht kan Jommeke hem echter terugbrengen. Dan delen ze Gobelijns drankje uit aan alle kale logees. De volgende dag is Mic Macs snor terug, krijgt Flip zijn veren terug en krijgen alle logees hun haar terug. Die laatsten keren allemaal terug naar huis en Mic Mac bedenkt een nieuw plan. Nu gaat hij een puddingfabriek opstarten.